# Ross-on-Wye
Ross-on-Wye este un oraș în comitatul Herefordshire, regiunea West Midlands, Anglia. 